# Gvido
Gvido je moško osebno ime.

## Izvor imena
Ime Gvido izhaja iz italijanskega imena Guido, to pa ustreza slovenskemu imenu Vid.

## Različice imena
- moške različice imena: Guidi, Gvidon
- ženske različice imena: Gvida, Gvidica

## Tujejezikovne oblike imena
Guido, Gwido

## Pogostost imena
Po podatkih Statističnega urada Republike Slovenije je bilo na dan 31. decembra 2007 v Sloveniji število moških oseb z imenom Gvido: 185.

## Osebni praznik
V koledarju je ime Gvido zapisano 15. junija in 12. septembra.